# Катуну (Телеорман)
Катуну (рум. Cătunu) насеље је у Румунији у округу Телеорман у општини Поени. Oпштина се налази на надморској висини од 140 m.

## Становништво
Према подацима из 2002. године у насељу је живело 446 становника, од којих су сви румунске националности.